# Alien vs. Predator
AVP:Alien vs. Predator (2004) este un film american de acțiune științifico-fantastic regizat de Paul W. S. Anderson, cu Sanaa Lathan, Lance Henriksen, Raoul Bova, Ewen Bremner și Colin Salmon în rolurile principale. A fost distribuit de 20th Century Fox.